# Groves (Texas)
Pour les articles homonymes, voir Groves.
Groves est une ville située à l'ouest du comté de Jefferson, au Texas, aux États-Unis,.

## Démographie
Lors du recensement de 2010, la ville comptait une population de 16 144 habitants. Elle est estimée, en 2016, à 15 758 habitants.

### Source de la traduction
- (en) Cet article est partiellement ou en totalité issu de l’article de Wikipédia en anglais intitulé « Groves, Texas » (voir la liste des auteurs).